# فرانك أ. دودلي
فرانك أ. دودلي هو محامي وسياسي أمريكي، ولد في 30 يناير 1864 في Wilson, New York ‏ في الولايات المتحدة، وتوفي في 21 سبتمبر 1945 في ليوستون في الولايات المتحدة. نشط حزبياً في الحزب الجمهوري. وقد انتخب عضو جمعية ولاية نيويورك ‏.